# 銀頂光尾裙魚
銀頂光尾裙魚為輻鰭魚綱脂鯉目脂鯉科的其中一個種。

## 分布
本魚分布於南美洲巴西聖弗朗西斯科河流域。

## 特徵
本魚魚體的基色為金褐色，雌魚魚體呈淺銀色，而雄魚則有些深銅色。有透明的淺黃色鰭，尖端呈白色。雌魚體態較肥厚，尤其在產卵期。體長可達2.7公分。

## 生態
本魚屬雜食，性情溫和，喜群游。

## 經濟利用
為觀賞性魚類。